# Per Anger
Per Johan Valentin Anger, (Gotemburgo, 7 de diciembre de 1913 - Estocolmo, 25 de agosto de 2002) fue un diplomático sueco.

## Biografía
Per Anger fue hijo del director de calles David Anger y Elsa Anger (1885-1974), de soltera Berglund, y sobrino de Filip Anger. La familia Anger se trasladó de Grästorp Sal a la entonces parroquia de Angered.
Per Anger creció en Gotemburgo y estudió en las universidades de la Escuela Superior de Estocolmo y la Universidad de Uppsala. Después de obtener su título de juris candidato en 1939 y realizar el servicio militar, fue contratado en 1940 como agregado por el Ministerio de Asuntos Exteriores (UD) y comenzó a trabajar en la legación en Berlín en enero de 1940. Prestó servicios en Alemania hasta junio de 1941, en Budapest de 1942 a 1946 y en El Cairo de 1946 a 1948, después de lo cual trabajó como segundo secretario en el UD en Estocolmo en 1948 y primer secretario allí en 1949. Anger se convirtió en primer secretario de la misión en París en 1953, en Viena en 1955, consejero de la misión allí en 1957, y de 1957 a 1961 fue jefe de departamento en el UD en Estocolmo. Fue cónsul general en San Francisco de 1961 a 1966, consejero de asuntos exteriores y jefe del departamento de asuntos de asistencia internacional en el UD de 1966 a 1969, y luego enviado en Canberra de 1970 a 1975 y en Ottawa de 1976 a 1979.Se casó en 1943 con Elena Wikström y tuvo con ella tres hijos. Falleció el 25 de agosto de 2002, esta enterrado en el Norra begravningsplatsen
Durante su servicio en la legación sueca en Budapest, Per Anger hizo una gran labor para salvar a los judíos de la persecución y la amenaza de muerte por parte de los nazis alemanes y más tarde también de los nazis húngaros. Después de la ocupación alemana en marzo de 1944, tomó la iniciativa de emitir pasaportes provisionales suecos y otros documentos de identidad para los judíos húngaros con vínculos suecos.Dichos pasaportes de protección fueron distribuidos generosamente por él y, desde julio de 1944, por su colega Raoul Wallenberg, quien construyó una organización de rescate más amplia dentro de la legación sueca. Per Anger y otros cuatro suecos en Budapest, entre ellos Nina y Valdemar Langlet (1965), recibieron por sus esfuerzos el reconocimiento israelí de Justos entre las Naciones en 1980.Per Anger recibió en 1995 la Orden del Mérito de Hungría (Magyar Érdemrend) por sus acciones humanitarias, recibió ese mismo año la Medalla Wallenberg y fue nombrado ciudadano honorario de Israel en el año 2000. El gobierno sueco otorgó a Per Anger en 2002 el premio Illis Quorum de octavo grado.
Después del final de la guerra, Anger exigió que el ministro de Asuntos Exteriores Östen Undén se asegurara de que Raoul Wallenberg fuera intercambiado por espías soviéticos en Suecia, algo que Undén se negó a hacer. Per Anger amenazó entonces con dejar el servicio exterior, a lo que Undén respondió reasignándolo a la gestión de negociaciones de aviación en lugar del caso Wallenberg. Durante el período de posguerra, Anger se comprometió de muchas maneras en las investigaciones sobre Wallenberg. Dirigió una comisión gubernamental para investigar su destino, pero renunció a la tarea en la primavera de 1951, alegando que el gobierno no actuaba con suficiente firmeza frente a la Unión Soviética en este asunto. Junto con la hermanastra de Wallenberg, Nina Lagergren, trabajó para que el gobierno esclareciera el destino de Wallenberg. En 1979 publicó un libro de memorias sobre su tiempo en Budapest. En 1989 convenció al canciller de Alemania Occidental Helmut Kohl para que apelara por teléfono a Mijaíl Gorbachov para que los rusos liberaran a Wallenberg, y más tarde también apeló personalmente a Gorbachov en Moscú. 
Después de la muerte de Anger, la organización ambiental Keren Kajemet llevó a cabo una recaudación de fondos en Suecia, y se nombró un bosque en Israel en su honor. En 2004, el gobierno sueco estableció en su memoria el Premio Per Anger para promover las acciones humanitarias y democráticas. El nombre de "Per Angers plats" fue decidido por el comité cultural de la ciudad de Gotemburgo el 24 de mayo de 2010, a propuesta del comité de nombres, para honrar la memoria de Per Anger. Los esposos Anger están enterrados en el Cementerio del Norte, fuera de Estocolmo.

## Premios
- Comandante de la Primera Clase de la Orden de la Estrella Polar, 11 de noviembre de 1972.[12]

## Biografía
- Anger, Per (1985) [1979]. Con Raoul Wallenberg en Budapest: recuerdos de los años de guerra en Hungría. Norstedts factapocket, 99-0515866-9 ([Nueva ed.]). (en noruego). Estocolmo: Norstedt. Libris 7154225. ISBN 91-1-853331-0.

- Anger, Per; Lantos Tom, Bekker M. I. (2005). С Раулем Валленбергом в Будапеште: воспоминания о военных годах в Венгрии (en ruso). San Petersburgo: Академический проект. ISBN 5-7331-0316-7.

- Anger, Per (1984). «Raoul Wallenberg». Svensk tidskrift 71 (4). pp. [196]-199. ISSN 0039-677X.

- Anger, Per (1987). «Raoul Wallenberg - el hombre». Svensk tidskrift 74 (9). pp. [554]-556. ISSN 0039-677X.

- Anger, Per (1987). «Suecia y el problema judío 1933–1945». Svensk tidskrift 74 (4-5). pp. [292]-295. ISSN 0039-677X.

- Anger, Per (1990). «Raoul Wallenberg hoy». Svensk tidskrift 77 (7). pp. [408]-410. ISSN 0039-677X.

- Anger, Per (1992). «Por qué los rusos tomaron a Raoul Wallenberg». Svensk tidskrift 79 (1). pp. [58]-60. ISSN 0039-677X.

- Anger, Per (1992). «La lucha por Raou*l Wallenberg». Svensk tidskrift 79 (8-9). pp. [508]-510. ISSN 0039-677X.

## Otras lecturas
- Elizabeth R Skoglund: Un valor tranquilo - Per Anger, coliberador de los judíos húngaros de Wallenberg, Baker Publishing Group, Grand Rapids, Michigan, 1997, ISBN 978-0801011252
- Un diplomático con la misión de salvar vidas, subraya Kaj Schueler en SvD el 11 de octubre de 2018. Leer el 11 de octubre de 2018.